# Lobilabrum ostrearium
Lobilabrum ostrearium är en djurart som tillhör fylumet slemmaskar, och som beskrevs av Henri Marie Ducrotay de Blainville 1828. Lobilabrum ostrearium ingår i släktet Lobilabrum, fylumet slemmaskar och riket djur. Inga underarter finns listade i Catalogue of Life.